# Marí (metge)
Marí  (en llatí Marinus, en grec antic Μαρῖνος) era un metge i anatomista romà que va viure en part del segle i i part del segle ii, ja que Quint, el tutor de Galè va ser un dels seus alumnes. Va escriure nombrosos tractats d'anatomia o almenys una obra en vint llibres, que esmenta Galè amb elogi, i diu que va ser un dels restauradors de la ciència anatòmica. També va escriure un comentari sobre els Aforismes d'Hipòcrates, que Galè cita.
El metge de Plini el Jove portava el nom de Postumi Marí però no se sap si era la mateixa persona.